# Michel Clouscard
Michel Clouscard, né le 6 août 1928 à Montpinier (Tarn) et mort le 21 février 2009 à Gaillac (Tarn), est un sociologue et philosophe marxiste français.

## Biographie
Michel Clouscard est dans sa jeunesse un athlète de haut niveau, présélectionné pour les Jeux olympiques d'été de 1948 à l'épreuve du 200 mètres.
De 1965 à 1975, il est surveillant ou professeur de français au lycée Jacques-Decour à Paris.
Ses études universitaires en lettres et philosophie s'achèvent par L'Être et le Code, une thèse soutenue en 1972 et publiée dans l'indifférence aux Pays-Bas par les Éditions Mouton. Henri Lefebvre dirige son travail et le côtoie ultérieurement. Jean-Paul Sartre ne siège pas au jury mais fait lire une lettre lors de la soutenance.

## Pensée
Opposant au capitalisme, démarqué du stalinisme[réf. nécessaire], critique de l'évolution des idées de progrès confrontées aux mutations libérales de la fin du XXe siècle, son œuvre se rattache à la pensée de Rousseau, Hegel et Marx dont il montre les liens et l'unité. Développant une recherche philosophique autour de l'idée de contrat social, Michel Clouscard postule que « le principe constitutif de toute société est la mise en relation de la production et de la consommation ».
Sa contribution vise à fournir une base conceptuelle pour penser une philosophie politique démocratique et autogestionnaire permettant le dépassement de la gestion des richesses, des nations et de l'éducation politique des citoyens par la classe capitaliste.[réf. nécessaire]
Le philosophe Tanguy Grannis affirme que Michel Clouscard voit le féminisme bourgeois comme extensif et bénéfique au capitalisme car les femmes deviennent ainsi consommatrices.

### Libéral-Libertaire
Proche du Parti communiste français, il est notamment connu pour sa critique du libéralisme libertaire en tant que stade contemporain du capitalisme. Il appelle à voter pour le parti communiste lors des élections françaises.
Le mot de « libéral-libertaire »  est repris par plusieurs personnes, dans des significations éloignées de celle de Clouscard, tel Serge July, qui se définit comme un libéral-libertaire, « libéral car antiétatique, libertaire car du côté du Peuple et toujours contre les institutions et méfiant envers le politique », ou encore Daniel Cohn-Bendit, figure de Mai 68, qui en 1999 déclare « je suis un libéral-libertaire ». 

### Traduction
En 2020, Dominique Pagani, ami proche de Michel Clouscard qui lui dédie son livre Le Capitalisme de la séduction, crée l'association « Avec Dominique Pagani », laquelle lance en 2023 une cagnotte afin de faire traduire en anglais les œuvres de Michel Clouscard[réf. nécessaire].

### Contre l'extrême droite
Le 30 mars 2007, dans le journal L’Humanité, il se dissocie et s'insurge contre une tentative de captation de son travail et de ses idées par Alain Soral et l'extrême-droite.

## Œuvres
- L'Être et le Code : le procès de production d'un ensemble précapitaliste, Éditions Mouton, 1972 ; réédition Éditions L'Harmattan, 2004,  (ISBN 978-2747555302).
- Néo-fascisme et idéologie du désir : les tartuffes de la révolution, 1973 ; réédition : Le Castor Astral, 1999 (avec une préface de Alain Soral) ; réédition Éditions Delga, 2008,  (ISBN 978-2-915854-10-7).
- Le Frivole et le Sérieux : vers un nouveau progressisme, Albin Michel, 1978 ; réédition Éditions Delga, 2010  (ISBN 978-2915854206)
- Le Capitalisme de la séduction - Critique de la social-démocratie, Éditions sociales 1981; réédition Éditions Delga, 2006,  (ISBN 978-2209054572).
- La Bête sauvage, métamorphose de la société capitaliste et stratégie, Éditions sociales, 1983,  (ISBN 978-2209055319) ; réédition Éditions Kontre Kulture, 2016,  (ISBN 978-2367250557).
- De la modernité : Rousseau ou Sartre, Messidor / Éditions sociales, 1985,  (ISBN 978-2209057368).
- Critique du libéralisme libertaire : généalogie de la contre-révolution, 1986 ; réédition Éditions Delga, 2006,  (ISBN 2-915854-01-7).
- Les Dégâts de la pratique libérale libertaire ou les Métamorphoses de la société française, Nouvelles Éditions du Pavillon, 1987; réédition Éditions Delga, 2020,  (ISBN 978-2376071822).
- Traité de l'amour fou. Genèse de l'Occident, Éditions sociales, 1993,  (ISBN 978-2209068623); réédition Éditions Kontre Kulture, 2013,  (ISBN 978-2367250465).
- Les Métamorphoses de la lutte des classes : pour une alternative progressiste, Le Temps des Cerises, 1996,  (ISBN 978-2841090716).
- Refondation progressiste face à la contre-révolution libérale, Éditions L'Harmattan, 2003,  (ISBN 978-2747553070).
- La Production de l'« individu », Éditions Delga, 2011,  (ISBN 978-2915854275).
- Les Chemins de la praxis, fondements ontologiques du marxisme, Éditions Delga, Paris, 2015,  (ISBN 978-2-915854-79-4)
- Lettre ouverte aux communistes. Sur la contre-révolution libérale-libertaire, Éditions Delga, Paris, avril 2016,  (ISBN 978-2-915854-95-4).

### Articles universitaires
- Roszak Romain, « Michel Clouscard, critique de Lévi-Strauss », Cités, 2016/2, no 66, p. 151-168. DOI : 10.3917/cite.066.0151. (Lire en ligne)
- Jean-Marc Gabaude, « Michel Clouscard, Refondation progressiste face à la contre-révolution libérale. Préface de Marie-Antoine Rieu ». In: Revue philosophique de Louvain, tome 104, n°3, 2006. pp. 663-665, www.persee.fr/doc/phlou_0035-3841_2006_num_104_3_7685_t1_0663_0000_2
- André Jacob, « Michel Clouscard, Le frivole et le sérieux : vers un nouveau progressisme », Academic Journal | L'Homme et la société 51-54(1):257
- Robert Mandrous, « Review of L'Etre et le code, le procès de production d'un ensemble pré-capitaliste de Michel Clouscard », L'Année sociologique (1940/1948-), vol. 24,‎ 1973, p. 242–244 (ISSN 0066-2399, lire en ligne, consulté le 22 juillet 2022)
- André Jacob, « Review of L'être et le code, le procès de production d'un ensemble précapitaliste; Néo-fascisme et idéologie du désir. Les Tartuffes de la révolution, « Médiations Gonthier », Michel Clouscard », Les Études philosophiques, no 3,‎ 1974, p. 406–407 (ISSN 0014-2166, lire en ligne, consulté le 22 juillet 2022)

### Filmographie
- Ossian Gani et Fabien Trémeau, Tout est permis mais rien n'est possible. Un documentaire sur la pensée de Michel Clouscard, Les Films des trois univers et Éditions Delga, 2011.